# Spirito di squadra
Lo spirito di squadra o di gruppo è la capacità dei membri di un gruppo di perseguire un obiettivo comune anche di fronte alle difficoltà. Lo spirito di una squadra incaricata di svolgere compiti assegnati da un superiore dipende da un insieme di fattori tra cui la forza di volontà, la capacità di obbedire e l'autodisciplina.

## In guerra
Lo spirito di squadra è importante in campo militare perché migliora la coesione delle unità di combattimento e riducono le possibilità dei soldati di arrendersi. Lo spirito di squadra è altrettanto importante tra i civili che devono essere pronti ad affrontare le difficoltà. Stando a quanto riportato da Hubert Renfro Knickerbocker nel 1941:
 Il concetto di spirito di squadra è stato oggetto del parere di numerosi esperti di scienza militare. Stando ad essi, oltre a necessitare di una grande dose di coraggio, il soldato deve attenersi ai suoi compiti, reprimere la paura e credere in una causa affinché non infici il morale della squadra.

## In ambito lavorativo
Lo spirito di squadra è considerato molto importante anche in ambito lavorativo in quanto migliora l'efficienza negli affari e la produttività. Al contrario, un basso spirito di squadra porta a effetti negativi tra cui inefficienza, malcontento generale sul posto di lavoro, un'alta percentuale di rotazioni e assenteismo.